# Куб Леслі

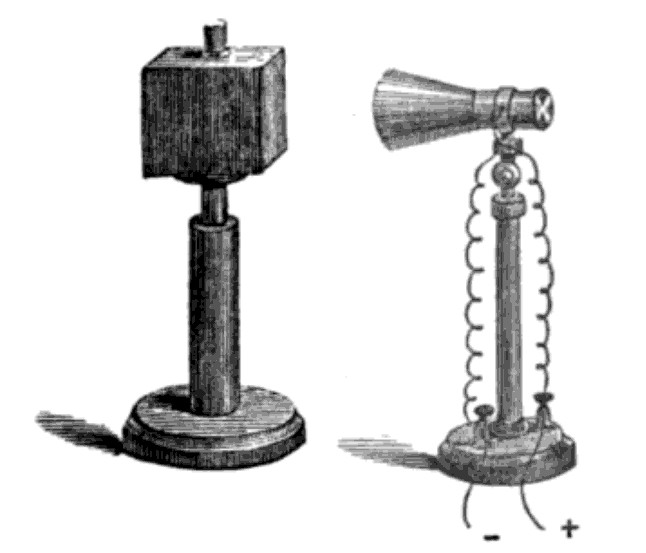
Куб Леслі (зліва) і тепловий детектор (справа)

Куб Леслі прийстрій для вимірювання чи наглядної демонстрації відмінностей у випроміненні теплового випромінювання поверхонь з різного матеріалу, що мають однакову температуру. Пристрій був зроблений в 1804 році шотландським математиком і фізиком Джоном Леслі (1766–1832). У своїй версії експерименту, який був описаний Джоном Тіндалем в кінці 1800их, одна із вертикальних сторін куба була покрита шаром золота, інша шаром срібла, третя була покрита шаром міді, в той час як четверта покрита лаком із тваринного клею (желатин). Куб зроблений з суцільного металу із порожниною всередині. В ході експерименту, куб заповнювався гарячою водою; таким чином куб мав таку саму температуру, що і вода всередині. Тепловий детектор (в правій частині малюнку) при вимірі показує значно більшу випромінювальну здатність для сторони що покрита лаком, ніж інші три сторони.

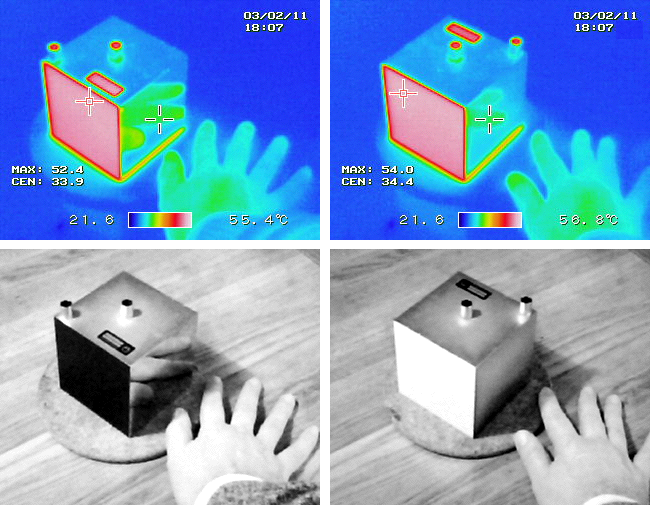
Фотографія куба Леслі. Кольорова фотографія отримана за допомогою інфрачервоної камери; чорно-біла фотографія під нею отримана за допомогою звичайної камери. Всі поверхні куба мають однакову температуру, яка дорівнює близько 55 °C. Сторона куба, що пофарбована в чорний колір має велике значення тепловіддачі, що має червонуватий колір на інфрачервоній фотографії. Полірована поверхня алюмінієвого кубу має низький коефіцієнт випромінювання має синій колір, на ній видно чітке відображення теплої руки

В сучасних термінах, «випромінювальна здатність» блискучих металів є незначною. Тваринний клей є органічним клеєм, і має значно більшу випромінювальну здатність ніж метали. Куб Леслі досі використовується в цілях демонстрації і вимірювання відмінностей в випромінювальній здатності різних матеріалів. На малюнку, кольорова фотографія («термографія») отримана за допомогою інфрачервоної камери ; чорно біла фотографія під нею отримана за допомогою звичайної камери. Всі поверхні куба мають однакову температуру, яка дорівнює близько 55 °C.
Сторона куба, що пофарбована в чорний колір має велике значення тепловіддачі, і має червонуватий колір на інфрачервоній фотографії. Полірована поверхня алюмінієвого кубу має низький коефіцієнт випромінювання має синій колір. Відображення руки експериментатора має зелений колір, який на даній термограмі відповідає температурі тіла (37 °C). На фотографії також видно, що біла поверхня має схоже випромінювання як і чорна.
Сучасна версія кубу Леслі є частиною голландського малого супутника на навколоземній орбіті, що називається FUNcube-1. Він був запущений на орбіту в листопаді 2013, і показує ступінь поглинання і випромінювання сонячного випромінення в космосі, оскільки супутник знаходиться на орбіті при повному сонячному освітленні і обертається довкола своїх трьох осей.